# Західна Бактія
Західна Бактія — округ у регентстві Північний Ачех, Нанггре Ачех-Даруссалам, провінція Індонезії.
Західна Бактія має кілька сіл, а саме:
- Бланг Рюе
- Бланг Сеунонг
- Ліжечко Купок
- Ліжечко Лаба
- Дитяче ліжечко Муронг
- Дитяче ліжечко Пайя
- Дитяче ліжечко Юсен
- Ланг Нібонг
- Лхок Юньєн
- Лхок Ібох
- Матанг Баю
- Matang Ceubreuk
- Матанг Паньянг
- Матанг Пайя
- Матанг Рая Бланг Сіалет
- Західний Матанг Сіджуек
- Центральний Матанг Сіджуек
- Східний Матанг Сіджуек
- Матанг Теунго
- Meunasah Кот Купок
- Меунасах Хагу
- Меунасах Панте
- Меуранда Пая
- Пая Батеунг
- Пуцок Алуе Букет
- Сінгга Мата
- Кеуде Сампойніє

| Індонезія | Це незавершена стаття з географії Індонезії. Ви можете допомогти проєкту, виправивши або дописавши її. |

1. 1 2 3 4 5 6 7 8 9 10 11 12 13 14 15 16 17 18 19 20 21 22 23 24 25 26 27  Indonesian Minister of Home Affairs Decree Number 050-145 of 2022
2. ↑  https://referensi.data.kemdikbud.go.id/pendidikan/dikdas/060317/3